# Селилово (Новгородская область)
Селилово — деревня в Валдайском районе Новгородской области. Входит в состав Любницкого сельского поселения.

## География
Деревня находится на расстоянии 27 км к северо-западу от города Валдай, административного центра района.

### Часовой пояс
Деревня Селилово, как и вся Новгородская область, находится в часовой зоне МСК (московское время). Смещение применяемого времени относительно UTC составляет +3:00.

## Население
| 2010 |
| ---- |
| 14   |

## Улицы
В деревне имеется одна улица — Центральная.